# Searcy County
Searcy County är ett administrativt område idelstaten Arkansas, USA. År 2010 hade countyt 8 195 invånare. Den administrativa huvudorten (county seat) är Marshall. 

## Geografi
Enligt United States Census Bureau har countyt en total area på 1 733 km². 1 728 km² av den arean är land och 5 km² är vatten. 

### Angränsande countyn
- Marion County - nord
- Baxter County - nordöst
- Stone County - öst
- Van Buren County - syd
- Pope County - sydväst
- Newton County - väst
- Boone County - nordväst